# Michał Janicki
Michał Janicki (Słomniki, 1982. szeptember 29. –) lengyel labdarúgócsatár. A Bundesligában a VfL Wolfsburgnál játszott.

## Pályafutása

### Klubcsapatokban
Fiatalon az LKS Słomniczanka Słomniki együttesében ismerkedett meg a labdarúgással. 1998-ban a Borussia Dortmund és az Ajax Amsterdam junior csapatában szerepelt. Egy év külföldi tartózkodás után visszatért Lengyelországba, ahol előbb a Wawel Krakówban, majd a Pogoń Szczecinben játszott.
Ezután a lengyel első osztályú Polonia Warsawa klubhoz került, ahol 2001-ig maradt, majd Németországba ment a VfL Wolfsburghoz, ahol 2005-ig játszott. Ez idő alatt két meccsen is pályára lépett a Bundesligában. Ezután a másodosztályú Eintracht Braunschweighez igazolt. A 2005–06-os szezonban azonban mindössze négyszer lépett pályára, ezért nem hosszabbították meg a szerződését. Ezt követően a lengyel 2. ligában szereplő Zagłębie Sosnowiechez került. 2007 januárjától 2007 nyaráig az FC Gütersloh 2000 csapatában játszott, majd visszament Lengyelországba.

### A válogatottban
1999-ben a Csehországban megrendezett U16-os Európa-bajnokságon a lengyel válogatottal ezüstérmet szerzett. Ugyanebben az évben az U17-es világbajnokságon is részt vett Új-Zélandon.

## Magánélete
2008. május 9-én a sajtóban információ jelent meg arról, hogy ügyészségi vizsgálat indult egy labdarúgó által elkövetett állítólagos bigámia miatt.

## Fordítás
- Ez a szócikk részben vagy egészben  a   Michał Janicki című lengyel Wikipédia-szócikk ezen változatának fordításán alapul.  Az eredeti cikk szerkesztőit annak laptörténete sorolja fel. Ez a jelzés csupán a megfogalmazás eredetét és a szerzői jogokat jelzi, nem szolgál a cikkben szereplő információk forrásmegjelöléseként.